# Ctenotus quinkan
Ctenotus quinkan 是一种主要分佈在澳大利亚的石龍子科下的蜥蜴物种。

## 描述
這類石龙子的表皮為橄榄褐色、一般體長約55至80 mm（2.2至3.1英寸）。

## 系統分類學
1979年，分類學家格伦英格拉姆首次描述了Ctenotus quinkan。

## 分佈
一般上可以在澳大利亚昆士蘭州庫克敦市周邊地區砂岩悬崖上發現蹤跡。這個物種是一個特有種。

## 擴展閱讀
- Ingram, 1979 : Two new species of skinks, genus Ctenotus (Reptilia, Lacertilia, Scincidae), from Cape York Peninsula, Queensland, Australia. Journal of Herpetology, vol. 13, no 3, p. 279-282.

## 外部聯接
- TIGR Reptile Database上的Ctenotus quinkan